# Benediktinerinnenkloster Köln

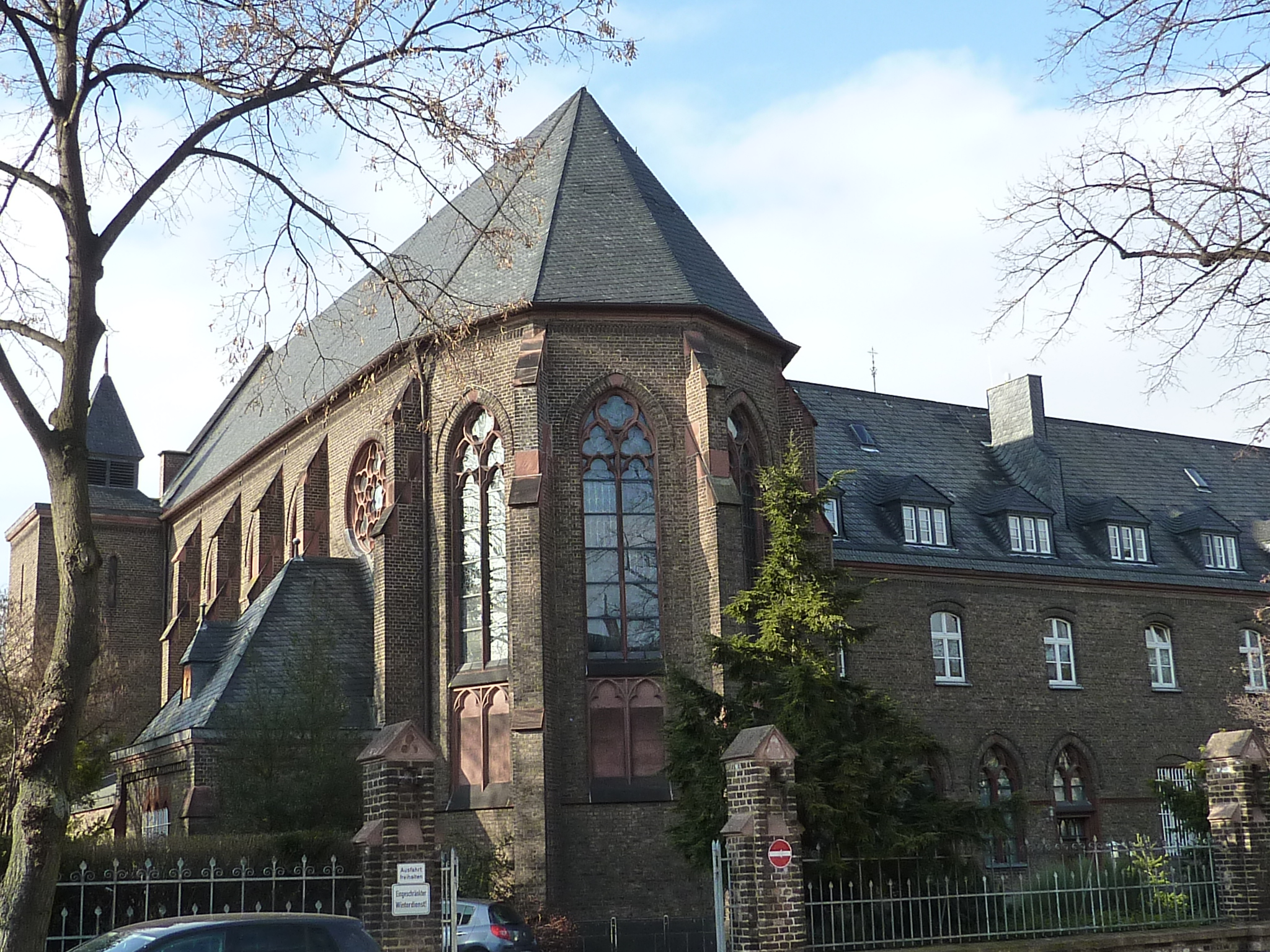
Herz-Jesu-Kloster (2011)

Das Benediktinerinnenkloster Köln (auch: Herz-Jesu-Kloster) ist ein Kloster der Benediktinerinnen vom Heiligsten Sakrament in Köln-Raderberg.

## Geschichte
Die Benediktinerin Josefine Karoline von Fürstenberg-Stammheim war zuerst Priorin im Kloster Bonn, dann in Viersen. Aus dem holländischen Exil in Tegelen nach Deutschland heimkehrend, gründete sie mit 13 Tegeler Schwestern 1890 zuerst in der Domstraße zu Köln, dann 1895 in der Brühler Straße 74 in Köln-Raderberg, das dort mit eigenem Vermögen gebaute Herz-Jesu-Kloster. Drei Wochen nach dem Umzug starb sie und wurde im Kloster beigesetzt. 
Die Höchstzahl der Nonnen betrug um 1925 etwa 70. Im August 2022 zählte der Konvent 30 Schwestern. Von 2010 bis 2022 war Emmanuela Kohlhaas die Priorin. Am 2. Juli 2022 wurde in der turnusmäßigen Priorinnenwahl (alle sechs Jahre) Sr. Veronica Krienen OSB zu ihrer Nachfolgerin gewählt.
Am 8. August 2022 wurden fünf Schwestern nach Düsseldorf-Angermund ausgesandt, um dort das von dem Kölner Kloster gegründete neue Kloster zu besiedeln. Aktuell sind sechs Schwestern aus dem Kölner Kloster in Düsseldorf-Angermund. 
Die Klostergebäude in Köln stehen seit 1982 unter Denkmalschutz.